# 亚历山大·奥韦奇金
亚历山大·米哈伊洛维奇·奥韦奇金（俄語：Алекса́ндр Миха́йлович Ове́чкин，羅馬化：Alexander Mikhailovich Ovechkin，IPA：[ɐlʲɪˈksandr ɐˈvʲetɕkʲɪn]，1985年9月17日—），出生于苏联莫斯科，俄羅斯職業冰球运动员，為北美國家冰球聯盟（NHL）華盛頓首都隊的隊長，司职左邊鋒。
奥韦奇金绰号“奥维”（或），并因球衣号码而被称作“伟大的八号”（the Great Eight），被广泛认为是有史以来最伟大的射手之一。奥韦奇金保持着许多纪录，包括历史上最多的多打少进球、最多的客场进球、最多的加时赛进球以及在同一支球队中最多进球。他是继戈迪·豪和格雷茨基之后第三位在常规赛中打入800球的球员。
奥韦奇金曾代表俄罗斯参加过多项国际赛事。奥韦奇金第一次参加国际冰球联合会比赛是2002年世界U18锦标赛。第二年，奥韦奇金首次参加世界青年锦标赛，并帮助俄罗斯队夺得金牌。奥韦奇金此后又参加了两届世青赛以及一次世界U18锦标赛。奥韦奇金的第一次成年组比赛是2004年世界锦标赛，同年还参加了冰球世界杯。奥韦奇金曾代表俄罗斯队参加过2006年、2010年和2014年的冬奥会。奥韦奇金在职业生涯中共代表俄罗斯参加过十三次世锦赛和三次冬奥会，其中三次获得世锦赛冠军。
2025年4月6日，奥韦奇金在對陣紐約島民的第二節，打進了他職業生涯的第895個進球，总进球数超越了韦恩·格雷茨基保持31年的紀錄，這場比賽是他的第1487場出賽，正好與格雷茨基的職業生涯比賽總出場數相同。